# Lyriel
Lyriel – niemiecki zespół wykonujący gothic i folk metal, założony w 2003 roku w Gummersbach.

## Historia
Zespół Lyriel został założony jesienią 2003 roku. W roku 2004 Lyriel podpisał kontrakt z wytwórnią Black Bards Enterteiment. Z początkiem 2005 roku powstał ich pierwszy album Prisonworld, po wydaniu zespół ruszył w tournée z zespołem Elis i Vision of Atlantis. Jessica Thierjung i Linda Laukamp wystąpili gościnie w zespole Xandria na albumie India.
Jesienią 2006 roku wydany został drugi album Autumntales wraz z gościnnym występem Sabine Dünser. W roku 2009 zespół podpisał kontrakt z wytwórnią Femme Metal Records, w połowie 2009 reedytowano pierwsze dwa albumy w jeden pod nazwą The First Chapters.
29 kwietnia 2010 roku zespół wydał trzeci album, Paranoid Circus. 1 stycznia 2011 zespół podpisał kontrakt z wytwórnią  AFM Records, po czym w marcu zaprezentował swój pierwszy teledysk „Paranoid Circus”.
W styczniu 2012 roku zespół zaprezentował drugi teledysk „Leverage” do albumu „Leverage”, wydanego 24 lutego.

## Dyskografia

### Albumy studyjne
- 2005 Prisonworld
- 2006 Autumntales
- 2009 The First Chapters
- 2010 Paranoid Circus
- 2011 Reedycja Paranoid Circus
- 2012 Leverage
- 2014 Skin and Bones

### DVD
- 2005 Live auf Burg Greifenstein